# DeCordova (Texas)
DeCordova es una ciudad ubicada en el condado de Hood en el estado estadounidense de Texas. En el Censo de 2010 tenía una población de 2.683 habitantes y una densidad poblacional de 639,85 personas por km².

## Geografía
DeCordova se encuentra ubicada en las coordenadas 32°25′46″N 97°41′35″O / 32.42944, -97.69306. Según la Oficina del Censo de los Estados Unidos, DeCordova tiene una superficie total de 4.19 km², de la cual 3.65 km² corresponden a tierra firme y (12.97%) 0.54 km² es agua.

## Demografía
Según el censo de 2010, había 2.683 personas residiendo en DeCordova. La densidad de población era de 639,85 hab./km². De los 2.683 habitantes, DeCordova estaba compuesto por el 97.65% blancos, el 0.07% eran afroamericanos, el 0.67% eran amerindios, el 0.37% eran asiáticos, el 0.04% eran isleños del Pacífico, el 0.41% eran de otras razas y el 0.78% pertenecían a dos o más razas. Del total de la población el 2.35% eran hispanos o latinos de cualquier raza.